# Lingua dalecarlica
Col termine generico di dalecarlico (Dalmål in vernacolare ed in svedese) si intendono un gruppo di dialetti parlati nella provincia della Dalarna o Dalecarlia, nella Svezia centrale. Il più importante dei quali è l'elfdaliano.
Fino alla sua quindicesima edizione, Ethnologue, considerava il dalecarlico come una lingua a cui era stato assegnato il codice ISO 639-3 "dlc", dall'edizione n. 16, non esiste più questa voce ed il dalecarlico viene citato solo come dialetto dello svedese.

## Classificazione
Il gruppo, che discende direttamente dall'antico svedese, può essere così classificato:
- antico svedese
  - dalecarlico
    - dalecarlico (dialetto di Dalarna)
      - soprasiljan
        - oorsamål
        - evdalico
        - våmhusmål
        - sollerömål
        - venjansmål
        - moramål
        - oremål

      - sottosiljan
        - bodamål
        - rättviksmål
        - siljansnäsmål
        - leksandsmål
        - bjursmål
        - ålmål
        - gagnefsmål

      - bacino del fiume västerdal
        - transtrandsmål
        - limamål
        - malungsmål
        - äppelbomål
        - järnamål
        - flodamål
        - nåsmål

## Scrittura
Benché si tratti di dialetti perlopiù quasi solamente parlati, oggigiorno vengono scritti utilizzando l'alfabeto svedese, un tempo invece, venivano scritti utilizzando l'alfabeto runico dalecarlico.